# Battaglia di Nagashino
La battaglia di Nagashino (長篠の戦い Nagashino no Tatakai) è un combattimento avvenuto nel 1575 vicino all'omonimo castello nella pianura di Shidaragahara (設楽原, attualmente Shinshiro), nella provincia di Mikawa in Giappone. Il castello era posto sotto assedio da parte delle forze di Takeda Katsuyori (武田勝頼) sin dal 17 giugno dello stesso anno; Okudaira Nobumasa (奥平貞昌), un vassallo di Tokugawa, era al comando delle forze difensive. Le truppe del clan Takeda attaccarono poiché il castello rappresentava una minaccia per le linee di rifornimento. Degno di nota il sacrificio di Torii Suneemon, servitore di Nobumasa, il quale, dopo esser stato catturato si sacrificò per avvisare la guarnigione del castello che i rinforzi erano in arrivo.
Infatti sia Tokugawa Ieyasu (徳川家康) che Oda Nobunaga (織田信長) mandarono truppe per rompere l'assedio, e le loro forze combinate riuscirono a sconfiggere Takeda Katsuyori. L'abilità nell'utilizzo di armi da fuoco da parte di Nobunaga per avere la meglio sulle tattiche di cavalleria di Takeda è spesso citata come un punto di svolta nella tecnica militare giapponese: molti la citano come la prima battaglia giapponese "moderna". La carica di cavalleria era stata introdotta solo una generazione prima dal padre di Katsuyori, Takeda Shingen (武田信玄); per altro, le armi da fuoco erano già state usate in battaglie precedenti. L'innovazione di Oda Nobunaga furono gli steccati di legno e le scariche di fuoco a rotazione che portarono ad una decisiva vittoria a Nagashino.

## Descrizione della battaglia

### Schieramento
Basandosi su quanto scritto nello Shinchō kōki, Oda Nobunaga e Tokugawa Ieyasu schierarono un contingente totale di 38 000 uomini per spezzare l'assedio posto al castello da parte di Takeda Katsuyori. Degli originali 15 000 assedianti di Takeda solo 12 000 affrontarono l'esercito di Oda e Tokugawa in questa battaglia. Oda e Tokugawa posizionarono i loro uomini lungo la pianura presso il castello, dietro il Rengogawa (連吾川), un piccolo corso d'acqua i cui ripidi argini avrebbero rallentato le cariche di cavalleria per le quali era famoso il clan Takeda.
Cercando di proteggere i propri archibugieri, per i quali successivamente diverrà famoso, Nobunaga costruì diverse palizzate di legno, preparando i suoi fucilieri ad attaccare la cavalleria dei Takeda con scariche di proiettili. Gli steccati servirono ad attutire l'impeto della cavalleria in carica, oltre che a fornire protezione dai colpi di spada e di lancia, ed una più limitata protezione dalle frecce. Furono posizionate porte o cancelli in fitte ed alte palizzate per incanalare le cariche di cavalleria in corsie dove sarebbero state in svantaggio, esposte maggiormente a spari, frecce e colpi di spada e lancia da parte dei difensori degli steccati. Il rapporto era approssimativamente di tre fucilieri ogni quattro samurai a cavallo dei Takeda; delle forze di Oda Nobunaga, circa 1 000 - 1 500 soldati erano archibugieri samurai (diverse fonti anglofone riportano 3 000 come numero di archibugieri, sebbene la maggior parte degli storici giapponesi attualmente sia concorde sul fatto che il documento usato come fonte fu alterato da uno storico della famiglia Tokugawa durante il periodo Edo) che furono posti sotto il comando dei suoi horo-shu (母衣衆), o guardie del corpo di élite. Oda mandò piccoli contingenti contro Takeda per simulare attacchi frontali, cosa che spinse quest'ultimo a muovere le proprie truppe.

### Scontro
Gli uomini di Takeda uscirono dalla foresta e si trovarono a 200 - 400 metri dalle palizzate della coalizione Oda-Tokugawa. La breve distanza, la grande potenza di carica della cavalleria dei Takeda, in aggiunta alla pesante pioggia, che Katsuyori pensava avrebbe reso inutili gli inneschi delle armi da fuoco, lo incoraggiarono a ordinare la carica. La cavalleria dei Takeda era temuta sia dalle truppe di Oda che di Tokugawa, sconfitte da questa in passato nella Battaglia di Mikatagahara (三方原の戦い).
I cavalli rallentarono per attraversare il torrente, e venne sparato loro contro non appena questi uscirono dal corso d'acqua, alla distanza approssimativa di 50 metri; questa era considerata la distanza perfetta per trapassare l'armatura della cavalleria. Nella strategia militare, il successo di qualsiasi carica di cavalleria dipende dalla rottura dei ranghi della fanteria, così che la cavalleria stessa possa travolgere le truppe. Se la fanteria non rompe i ranghi tuttavia, le cariche di cavalleria spesso sono destinate a fallire, dato che anche i cavalli da guerra addestrati non hanno la possibilità o si rifiutano di avanzare fra i solidi ranghi dei nemici.

### Epilogo
Grazie alle incessanti raffiche di proiettili ed al rigido controllo delle linee da parte degli horo-shu, gli archibugieri rimasero al proprio posto e furono in grado di respingere tutte le cariche della cavalleria nemica. I lancieri ashigaru colpirono attraverso o sopra le palizzate ogni cavallo sopravvissuto alle scariche iniziali, ed i samurai, con spade e lance più corte, affrontarono in duello ogni guerriero Takeda che avesse superato le barricate di legno. Resistenti difese alla fine degli steccati impedirono alle forze dei Takeda di attaccare le palizzate dai fianchi. Intorno a metà pomeriggio le truppe di Takeda ruppero i ranghi, fuggirono e vennero incalzate ed uccise. Secondo lo Shinchō kōki le perdite di Takeda ammontarono a 10 000 uomini, due terzi della originale forza d'assedio; tuttavia questo numero sembrerebbe eccessivamente alto, ed è molto probabile che si tratti di un'esagerazione. Altre fonti contemporanee parlano di 1 000 uomini morti in battaglia ed altri 2 000 durante la ritirata, e questo numero sembra molto più probabile. Otto dei famosi ventiquattro generali furono uccisi in questa battaglia, compresi Baba Nobuharu (馬場信春), Yamagata Masakage (山県昌景), e Naitō Masatoyo (内藤昌豊).

## Conseguenze
La Battaglia di Nagashino può essere considerata un punto di svolta nella storia del Giappone. Nonostante avessero già preso parte a diverse battaglie, i primi archibugieri erano considerati di scarsa importanza a causa dell'inaffidabilità delle armi da fuoco dell'epoca: gli archibugi avevano bisogno di molto tempo per essere ricaricati (se non si usava la strategia del "fuoco continuo" in cui una fila sparava, e ricaricava mentre la seconda fila sparava); quando bagnati, i fucili erano quasi inutili e comunque nel corso dello scontro tendevano a surriscaldarsi o rompersi a causa di polvere da sparo incastrata, provocando esplosioni di metallo e legno in faccia agli stessi fucilieri. Dopo la Battaglia di Nagashino gli archibugi divennero una dotazione militare standard nel contesto bellico giapponese; nonostante ancora abbastanza inaffidabili, gli archibugi si erano dimostrati molto utili.
La sconfitta della famosa cavalleria dei Takeda significò anche una evoluzione nelle modalità di gestione delle battaglie, che si allontanò dai più "cavallereschi" combattimenti all'arma bianca di cavalleria e fanteria, spingendosi verso un modo di combattere meno personale e più industrializzato, dipendente da un equipaggiamento avanzato e da nuove tattiche tanto quanto dal valore personale.

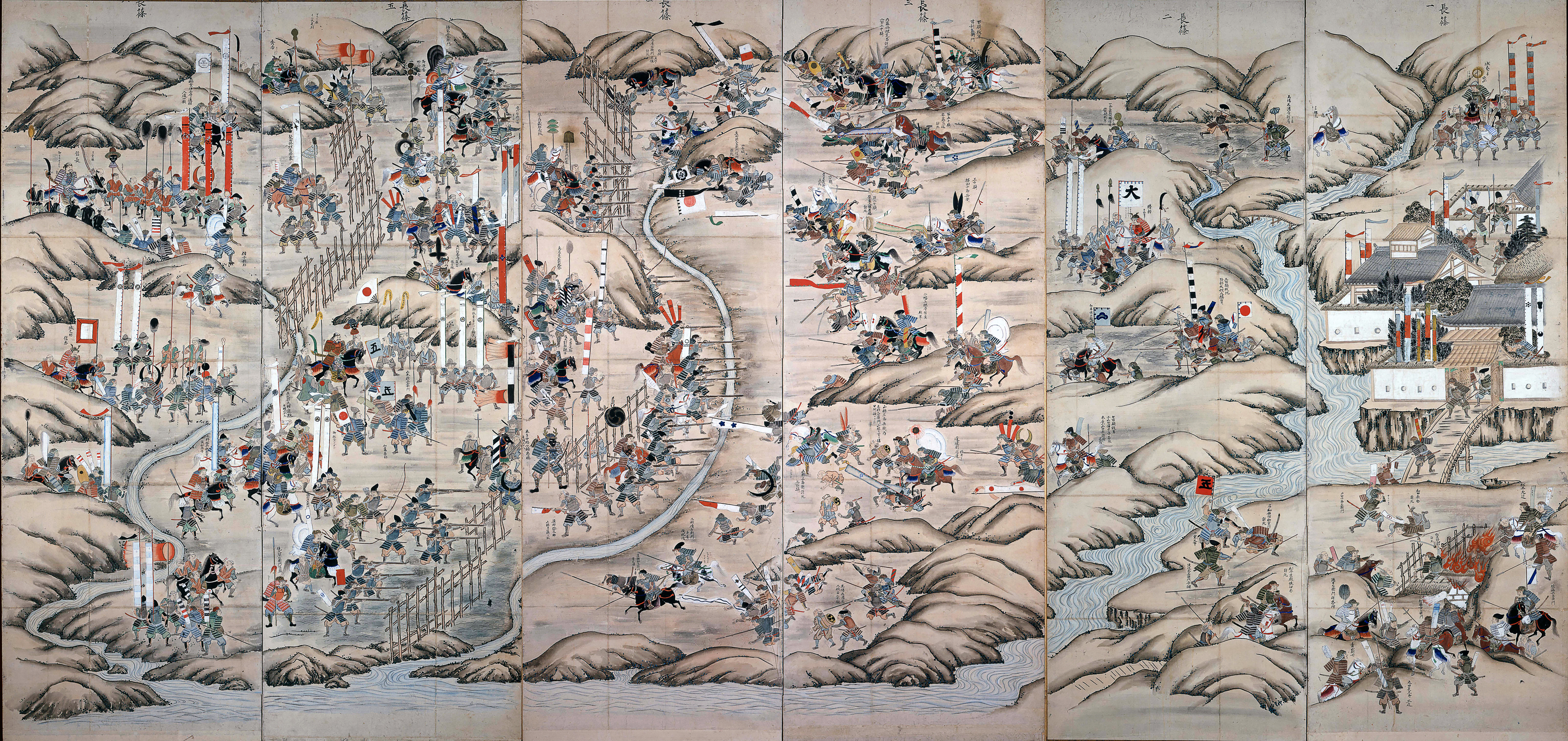
Byōbu raffigurante la battaglia di Nagashino

## Adattamenti moderni

### Film
La battaglia di Nagashino e gli ultimi anni del Clan Takeda sono raccontati nel film Kagemusha - L'ombra del guerriero di Akira Kurosawa, del 1980. Il film si svolge durante gli anni che precedettero la sconfitta di Takeda Katsuyori a Nagashino; vede come protagonista un ladro, catturato dalle truppe del clan Takeda e reclutato per impersonificare il defunto Takeda Shingen, data la sua straordinaria somiglianza con lo stesso. Alla fine del film il protagonista è testimone della grande battaglia, al termine della quale rimane l'ultimo a tenere innalzata la bandiera dei Takeda.

### Videogame
La battaglia di Nagashino riveste un ruolo significativo in diversi giochi per PlayStation 2, come Kessen III e Samurai Warriors della Koei. In Samurai Warriors, scegliendo di giocare con Shingen, si ha la possibilità di scoprire ciò che sarebbe accaduto se non fosse morto: Shingen si accorge con successo del tranello, e decide di non caricare con la cavalleria. Iniziando a piovere, gli archibugi diventano inutili se non usati come mazze, ed è allora che la cavalleria Takeda carica travolgendo completamente le forze combinate Oda-Tokugawa.
La battaglia di Nagashino è anche ricreata nel gioco di strategia Shogun: Total War, così come del sequel, che permettono entrambi al giocatore di prendere il controllo delle truppe di Oda Nobunaga. Se il giocatore ricrea la strategia originale di Nobunaga, utilizzando i lancieri Ashigaru e gli archibugieri, ha la possibilità di resistere alla potente carica di cavalleria di Takeda e di sconfiggerla.